# Кунтіс
Кунтіс (гал. Cuntis, ісп. Cuntis) — муніципалітет в Іспанії, у складі автономної спільноти Галісія, у провінції Понтеведра. Населення — 5133 осіб (2009).
Муніципалітет розташований на відстані близько 470 км на північний захід від Мадрида, 23 км на північ від Понтеведри.

## Демографія
Динаміка населення (INE ):

## Галерея зображень

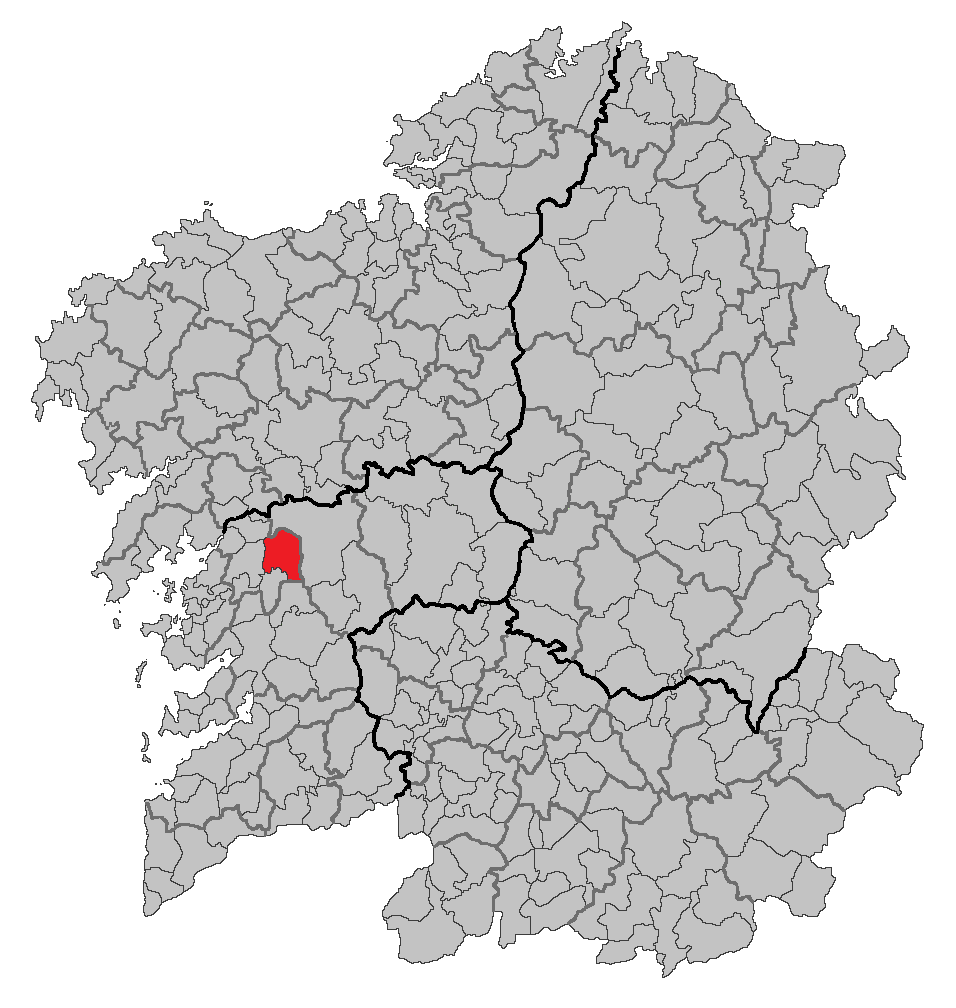
Розташування муніципалітету